# Hilbre Island
Hilbre Island är en ö i Storbritannien.   Den ligger i distriktet Wirral i Merseyside i riksdelen England, i den centrala delen av landet, 290 km nordväst om huvudstaden London.